# Renato Corsetti
Renato Corsetti (Roma, 29 de marzo de 1941 - Londres, 1 de febrero de 2025) fue un esperantista italiano. Presidente de la Asociación Universal de Esperanto entre 2001-2007.

## Biografía
Tras sus estudios en Economía y organización empresarial, y posteriormente sociolingüística y psicolingüística), trabajó durante muchos años como director de banco en Italia. Desde mediados de los años 1990, trabajó como ayudante y después profesor de psicopedagogía de las lenguas y comunicación en la Universidad de La Sapienza de Roma.

## Relación con el esperanto
Fue esperantista desde mediados de los años 1960. Defendió la idea de que el movimiento esperantista es un movimiento para mejorar el mundo, no solamente para hacer más cómoda la vida de sus habitantes.
Residió en Italia, con su esposa (también esperantista) Anna Löwenstein y sus dos hijos, ambos esperantistas de nacimiento.